# Цола Предоза (Болоња)
Цола Предоза (итал. Zola Predosa) је насеље у Италији у округу Болоња, региону Емилија-Ромања.
Према процени из 2011. у насељу је живело 15965 становника. Насеље се налази на надморској висини од 82 м.

## Становништво
| 1931. | 1936. | 1951. | 1961. | 1971.  | 1981.  | 1991.  | 2001.  | 2011.  |
| ----- | ----- | ----- | ----- | ------ | ------ | ------ | ------ | ------ |
| 7.930 | 7.508 | 7.849 | 7.311 | 12.262 | 14.988 | 15.665 | 15.965 | 18.193 |

## Партнерски градови
- Timrå Municipality